# Spanische Mannschaftsmeisterschaft im Schach 1956
Die spanische Mannschaftsmeisterschaft im Schach 1956 war die erste Austragung dieses Wettbewerbs. Am Start waren mit Real Madrid der Meister Kastiliens und mit C.A. Barcelona der Meister Kataloniens. Erster spanischer Mannschaftsmeister wurde C.A. Barcelona.
Zu den Mannschaftskadern siehe Mannschaftskader der spanischen Mannschaftsmeisterschaft im Schach 1956.

## Modus
Die beiden teilnehmenden Mannschaften bestritten vier Wettkämpfe an acht Brettern. Über die Platzierung entschied die Anzahl der Brettpunkte (ein Punkt für einen Sieg, ein halber Punkt für ein Remis, kein Punkt für eine Niederlage).

## Termine und Spielort
Die beiden ersten Wettkämpfe wurden am 18. und 19. März in Barcelona ausgetragen, der dritte und vierte am 29. und 30. Juni in Madrid.

## Abschlusstabelle
| Pl. | Verein         | Sp | G | U | V | Brett-P.  |
| --- | -------------- | -- | - | - | - | --------- |
| 01. | C.A. Barcelona | 4  | 4 | 0 | 0 | 22,0:10,0 |
| 02. | Real Madrid    | 4  | 0 | 0 | 4 | 10,0:22,0 |

## Entscheidungen
|  | Spanischer Meister: C.A. Barcelona |

## Kreuztabelle
| Ergebnisse | Ergebnisse     | 01. | 01. | 01. | 01. | 02. | 02. | 02. | 02. |
| ---------- | -------------- | --- | --- | --- | --- | --- | --- | --- | --- |
| 01.        | C.A. Barcelona |     |     |     |     | 6½  | 5   | 6   | 4½  |
| 02.        | Real Madrid    | 1½  | 3   | 2   | 3½  |     |     |     |     |

## Die Meistermannschaft
| 1.            | C. A. Barcelona |
| Schachfiguren | Miguel Albareda Creus, Alejandro Beltrán Tassis, Pedro Cherta Clos, Josep María Bas Rosselló, Ángel Ribera Arnal, Joaquín Serra Margalef, Lluís Coll Enriquez, Agustín Catalán, Ramón Trias Fernández, Jaime Anguera Maestro. |